# Рафалувка (Підляське воєводство)
Рафалувка (пол. Rafałówka) — село в Польщі, у гміні Заблудів Білостоцького повіту Підляського воєводства.
Населення — 483 особи (2011).
У 1975-1998 роках село належало до Білостоцького воєводства.

## Демографія
Демографічна структура станом на 31 березня 2011 року:
|          | Загалом | Допрацездатний вік | Працездатний вік | Постпрацездатний вік |
| -------- | ------- | ------------------ | ---------------- | -------------------- |
| Чоловіки | 257     | 64                 | 166              | 27                   |
| Жінки    | 226     | 51                 | 130              | 45                   |
| Разом    | 483     | 115                | 296              | 72                   |